# Pucallpa (djur)
Pucallpa är ett släkte av skalbaggar. Pucallpa ingår i familjen långhorningar.
Kladogram enligt Catalogue of Life:
| Pucallpa | \| \| Pucallpa cristata \| \| \| \| \| \| Pucallpa robusta \| \| \| \| |
|          | \| \| Pucallpa cristata \| \| \| \| \| \| Pucallpa robusta \| \| \| \| |
|          | Pucallpa cristata                                                      |
|          |                                                                        |
|          | Pucallpa robusta                                                       |
|          |                                                                        |